# Goemai (langue)
Pour les articles homonymes, voir Goemai.
Le goemai (ou ankwai, ankwei, kemai) est une langue afro-asiatique tchadique parlée par le peuple Goemai au Nigeria.
La première grammaire du goemai a été réalisée par le Père Eugène Sirlinger, de la Société des Missions Africaines.
En 1995 le nombre de locuteurs était estimé à 200 000.

## Écriture
Une orthographe goemai a été développée par Eugène Sirlinger en 1937. 
Une nouvelle orthogarphe pratique est dévelopée vers la fin des années 1990 par la Literacy and Bible Translation Committee et le Nigeria Bible Translation Trust.
| a | b | bʼ | d | dʼ | e | f | fʼ | g | h | i | j | k | kʼ | l | m | n | ng | o | o̱ | oe | p | pʼ | r | s | sʼ | sh | shʼ | t | tʼ | u | u̱ | v | w | y | z |

Les lettres o et u avec un trait souscrit sont produites en soulignant les lettres o et u dans certains documents.

## Code
- Code de langue IETF : ank